# Легулордаве
Легулордаве (груз. ლეგულორდავე) — село в Грузії.
За даними перепису населення 2014 року в селі проживає 89 особи.